# Кафенгауз Лев Борисович
Лев (Леон, Леонід)  Борисович Кафенга́уз (1885 - 1940) - російський і радянський вчений-економіст і політичний діяч. Брат Б. Б. Кафенгауза .

## Біографія
Народився 29 жовтня (11 листопада) 1885 року  в Проскурові (нині місто Хмельницький на Україні) в єврейській сім'ї. Закінчив 10-ту московську гімназію (1905) та економічне відділення юридичного факультету Московського університету (1910).
У 1904 приєднав до марксистського гуртка учнів, у 1905-1906 - пропагандист московської більшовицької. У 1905 брав участь у Грудневому повстанні в Москві, арештований, в 1906 звільнений під наглядом поліції. З 1906 примикав до меншовиків, після Лютневої революції вступив до Московської організації меншовицької партії, увійшов до редакції газети " Влада народу ".
У студентські роки розпочав наукові дослідження і після завершення університету був залишений при кафедрі для приготування до професорського звання, проте звільнений 11 березня 1911 року за приписом Л.А. Кассо разом із радикальною професурою.
У 1911-1914 працював у статистичному відділі Московської міської управи, був одним із упорядників Статистичного збірника міста Москви (1913).
Із 1911 працював у Московському комерційному інституті вів практикуми з історії промисловості. У 1915—1917 керував статистикою в Московському управлінні уповноваженого з палива. У 1911-1917 роках співпрацював з газетою " Російські Відомості ".
Влітку 1917 року був обраний гласним Міської думи по меншовицькому списку, потім став товаришем міністра торгівлі та промисловості З.Н. Прокоповича в останньому складі Тимчасового уряду .

### Діяльність після Жовтневої революції
У 1919 року на замовлення керівництва « Національного центру » разом із економістом Я. М. Букшпаном розробив програму економічного відродження Росії у разі падіння Радянської влади. Вона передбачала відновлення приватного підприємництва, поступову денаціоналізацію та демонополізацію промисловості, запровадження ринкових відносин, розвиток фермерського господарства, залучення іноземного капіталу під контролем держави, збільшення експорту готових продуктів при скороченні вивезення сировини тощо. В 1920 заарештований ВЧК, звинувачувався у приналежності до «Національного центру», з-під варти звільнений  .
Після Жовтневої революції вийшов зі складу меншовицької організації. Критикував Жовтневу революцію та проекти Леніна. Читав лекції в Московському комерційному інституті, з 1919 року професор економічного відділення в Московському університеті . З 1919 працював у ВРНГ, з 1923 завідував центральним відділом статистики у ВРНГ.
У 1921-1925 роках професор кафедри описової економіки факультету суспільних наук МДУ. У 1925-1930 роках професор кафедри політичної економії факультету радянського права, пізніше радянського будівництва та права . Працював у РАНІОНі до його ліквідації.
1921—1927/28 випускав щорічник «Промисловість СРСР», а з 1923—1930 Організував та редагував щомісячний статистичний бюлетень ВРНГ  . Співробітник газети ВРНГ та Торгово-промислової газети, голова тарифно-митної наради Раднаркому . У 1922—1927 входив до « Ліги об'єктивних спостерігачів ».
У 1926 півроку провів у Парижі як експерт із боргів Російської імперії.
Разом із В. Є. Варзаром опублікував три томи видання «Динаміка російської та радянської промисловості з 1887 по 1926 роки».
Торішнього серпня 1930 засуджений ОГПУ у справі «Союзного бюро меншовиків»  три роки, замінені висилкою до Уфу, у грудні 1932 повернуто, реабілітовано 1987 року. В Уфі працював у Башкирії в ЦУНХУ та НДІ.
У Бутирській в'язниці продовжував писати статті з історії російської промисловості.
З 1933 року читав лекції в Московському промислово-економічному інституті, з 1934 р. по 1937 р. керував кафедрою в МІСіС (спочатку кафедрою «Економіка та організація виробництва», з 1936 р. – кафедрою «Економіка чорної металургії»)  а також працював у редакції "Технічної енциклопедії". У 1930-х роках проводив дослідження в галузі виробництва та споживання чорних металів у СРСР  . З 1937 року працював в Інституті економіки АН СРСР.
Помер 4 липня 1940 року у Москві . Похований на Введенському цвинтарі (18 навч. ).

## Сім'я
- Дружина – Софія Миколаївна Кафенгауз (Бичкова), дочка сільських вчителів.
  - Син - Микола Львович Кафенгауз (1917-2010), під час війни командир батареї 76-міліметрових гармат 1266 стрілецького полку 385 стрілецької Кричевської дивізії, нагороджений Орденами Олександра Невського, Червоної зірки, медалями[8], згодом доктор;
  - Син - Євген Львович Кафенгауз (1919-4.05.1942), під час Великої Вітчизняної війни пішов рядовим на фронт, отримав поранення в лівий колінний суглоб[9], помер в Евакуційному шпиталі № 1768[10], похований у р. Шує на вул. Дуніловська на "Троїцькому" цвинтарі, меморіал учасникам ВВВ [11] .
- Брат - Бернгард Борисович Кафенгауз (1894-1969) - історик, його син Юрій - художник-монументаліст.
- Брат - Михайло Борисович Кафенгауз, інженер Хімпроект і доцент Московського електротехнічного інституту[12] .
- Сестра - Єлизавета Борисівна Кафенгауз, у 1911-1919 роках студентка Московського університету [13] .
- Брат чи сестра

## Роботи та статті
- Синдикати у російській залізниці: До питання концентрації пр-ва у Росії. - М.: тип. т-ва І. Д. Ситіна, 1910. - VIII, 268 с.; 21. - (Семінарій з політичної економії при Юридичному факультеті Московського університету. Секція під керівництвом І. М. Гольдштейна. [Праці Семінаріїв ...]; Вип. 2)
- Розвиток російського сільськогосподарського машинобудування: До питання мита на с.-г. машини. - Харків: типо-літ. Ю. М. Беркман, 1910. - 60 с.
- «Винокуріння (статистико-економічний огляд)» (Новий Енциклопедичний словник Брокгауза та Єфрона )
- «Акціонерні товариства» ( Енциклопедичний словник Гранат )
- «Підйом чи криза? » ( Світ Божий )
- «Постачання країни паливом під час війни»
- "Промисловість СРСР за десять років"
- «Капіталовкладення промисловості СРСР за 1925-1926 рік»
- "Еволюція промислового виробництва з 1887 по 1926 роки"
- «Географічне розміщення Башкирської промисловості»
- Бутирські зошити
- «Промисловість СРСР під час її реконструкції»
- Росія після більшовицького експерименту (совм. з Я. М. Букшпан) // Невідома Росія. XX ст. М., 1992.